# Monomma pseudominutissimum
Monomma pseudominutissimum is een keversoort uit de familie somberkevers (Zopheridae). De wetenschappelijke naam van de soort werd in 1962 gepubliceerd door Heinz Freude.